# Edifício Victoria

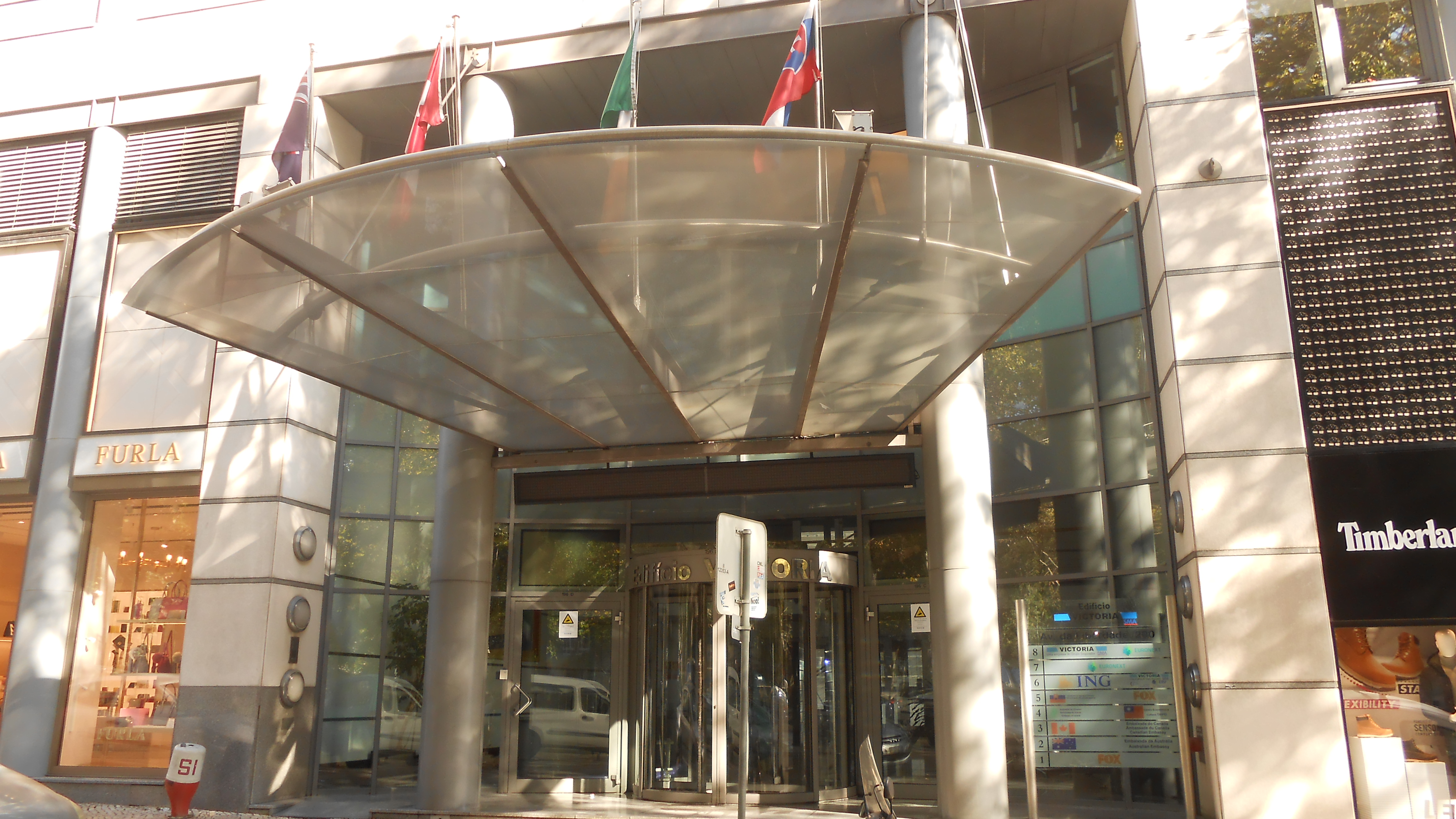
Eingangsbereich des Edifício Victoria

Das Edifício Victoria (Avenida da Liberdade, nºs 196-200) ist ein Bürogebäude im Zentrum der portugiesischen Hauptstadt Lissabon.
Das Gebäude wurde 1998 an der nordöstlichen Seite der Prachtstraße Avenida da Liberdade nach Plänen des Architekten Fernando da Silva Pinheiro als Sitz des Versicherungskonzerns Victoria Seguros errichtet. In seiner Gestaltung folgt es einer klaren Struktur der Moderne.
Wegen der Berücksichtigung des empfindlichen Stadtkontextes in einer Phase des Umbruchs erhielt es 1998 beim Prémio Valmor eine ehrenvolle Erwähnung.
Neben dem Versicherungsunternehmen beherbergt es zahlreiche weitere Firmen und Einrichtungen, darunter die portugiesische Wertpapierbörse Euronext Lisboa und die Botschaften Australiens, Irlands, Kanadas und der Slowakei, das Konsulat Taiwans und Büros der Victoria Versicherungen, der ING-Bank und der FOX Medien.